# Porsche 936

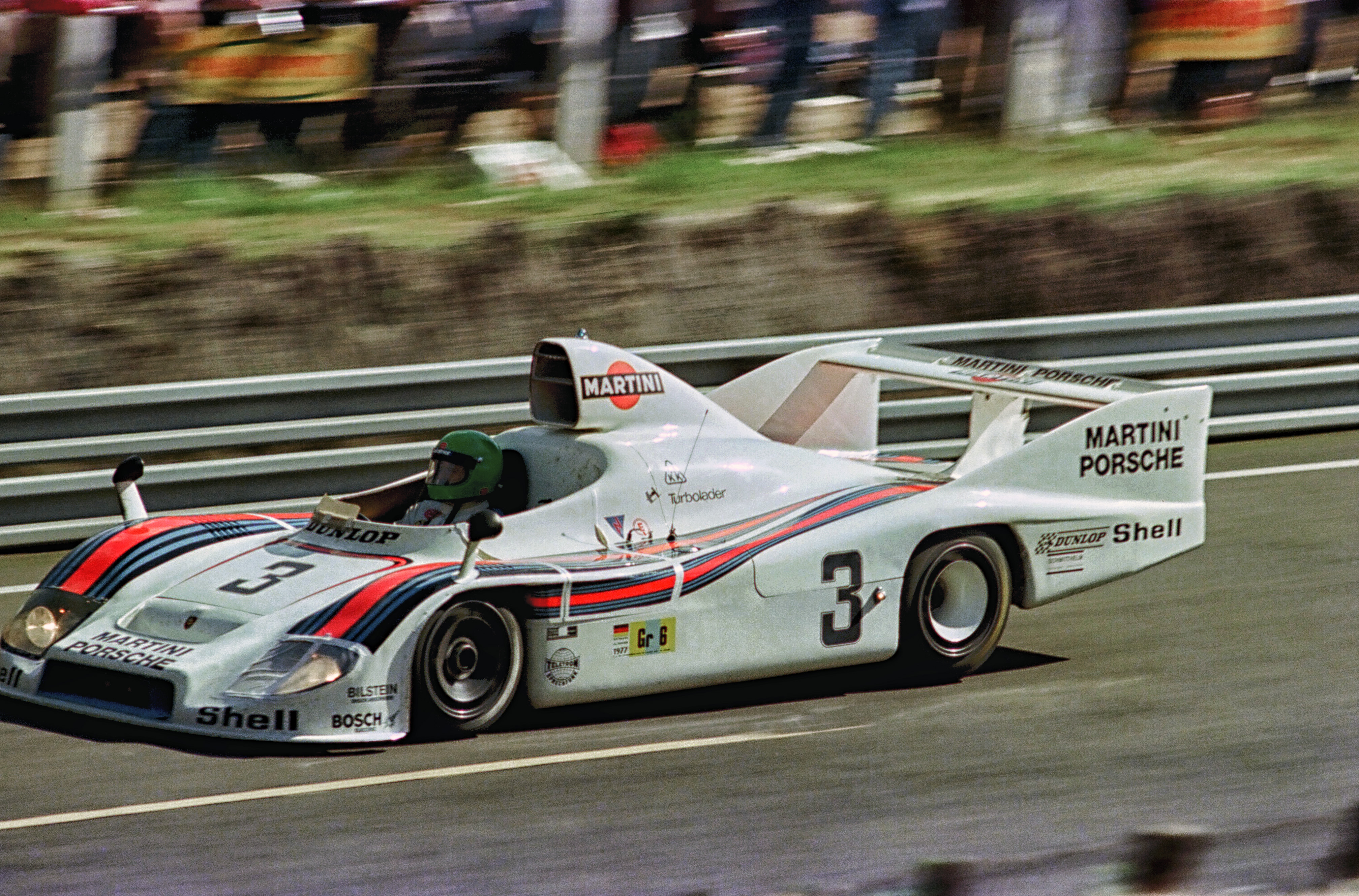
Porsche 936

De Porsche 936 werd in 1976 geïntroduceerd als opvolger van de Porsche 908 waarvan in 1971 de productie was gestopt. De naam van de Porsche kwam van de 930-turbomotoren en de groep 6-raceklasse.
De auto werd gebouwd om mee te kunnen doen in de World Sportcars Championship (WSC) en aan de 24 uur van Le Mans in 1976. De open tweezitter had een luchtgekoelde 540 pk (403 kW) single turbocharged zescilinder boxermotor met 2140cc met een handicapfactor 1,4. Het frame was gebaseerd op de Porsche 917 en andere onderdelen waren van dat model afgeleid.

## Autosport
Martini Racing zette een fabrieks-Porsche 936 in van 1976 tot en met 1981 tijdens de 24 uur van Le Mans en World Sportcars Championship.
- winnaar in 1976, 1977 en 1981 van de 24 uur van Le Mans
- 1978 2e en 3e tijdens de 24 van Le Mans achter de Renault Alpine A442B.
- winnaar 1000 km van Monza in 1976
- winnaar 300 km van Nürburgring in 1976
- winnaar 500 km van Imola in 1976
- winnaar 500 km van Pergusa in 1976
- winnaar 500 km van Dijon in 1976
- winnaar 500 mijl (800 km) van Salzburgring in 1976
- winnaar van het constructeursklassement van World Sportcars Championship in 1976

Bekende coureurs die met de Porsche 936 hebben gereden zijn:
- Jürgen Barth
- Jochen Mass
- Jacky Ickx
- Gijs van Lennep
- Reinhold Joest
- Brian Redman
- Rolf Stommelen
- Hurley Haywood
- Bob Wollek
- Henri Pescarolo